# Els 12 violoncel·listes de la Filharmònica de Berlín
Die 12 Cellisten der Berliner Philharmoniker o simplement Die Zwölf) és el nom del grup format pels membres del taulell de violoncel de l'Orquestra Filharmònica de Berlín, que han gaudit d'una carrera independent des del 1972 paral·lelament a la seva activitat dins d'aquest grup.

## Història
A principis de 1972, l'emissora de ràdio austríaca ORF Salzburg va demanar que el stand de violoncel del Philharmoniker gravés als seus estudis Hymnus del violoncel·lista alemany Julius Klengel, una obra que rarament es representava per a 12 violoncels. La gravació va tenir lloc el 25 de març de 1972 al "Mozarteum", com un conjunt de música de cambra, sense director d'orquestra. Els músics estaven tan satisfets amb aquesta experiència que van decidir formar un conjunt de ple dret que es reuniria regularment entre els assajos i els concerts de l'orquestra. Després, Rudolf Weinsheimer es va fer càrrec de l'organització i el màrqueting.
Tanmateix, un problema sorgeix amb força rapidesa, ja que, a part d'Hymnus, els membres del grup no coneixen cap obra original per a aquesta formació al repertori. Weinsheimer llavors, durant un viatge d'autostop, va conèixer Tatjana Blacher, que llavors tenia 15 anys, que el va posar en contacte amb el seu pare, el compositor Boris Blacher. Després d'aquesta trobada, va escriure per al conjunt Blues - Espagnola - Rumba philharmonica per a 12 violoncel solistes. En afegir algunes peces per a conjunts de violoncel més petits (de David Funk o Heitor Villa-Lobos), els músics aconsegueixen muntar un programa de concerts. Després d'haver realitzat breus actuacions en diversos altres concerts, va donar el seu primer concert el 26 d'agost de 1973.

## Membres
Membres fundadors

| - Jörg Baumann - Wolfgang Boettcher - Ottomar Borwitzky - Eberhard Finke - Klaus Häussler - Christoph Kaplerwalde | - Heinrich Majowski - Peter C. Steiner - Götz Teutsch - Alexander Wedow - Rudolf Weinsheimer - Gerhard Woschny |

Membres actuals

| - Bruno Delepelaire - Richard Duven - Rachel Helleur - Christoph Igelbrink - Solène Kermarrec - Stephan Koncz - Martin Löhr | - Olaf Maninger - Martin Menking - Ludwig Quandt - David Riniker - Nikolaus Römisch - Dietmar Schwalke - Knut Weber |

Membres antics

- Jan Diesselhorst
- Georg Faust

## Discografia
- 1976 : Die 12 Cellisten der Berliner Philharmoniker
- 1983 : Classic Meets Pops
- 1983 : The Beatles in Classic
- 2000 : South American Getaway
- 2002 : Round Midnight
- 2004 : As Time Goes By
- 2006 : Angel Dances
- 2010 : Fleur de Paris